# Рогатка

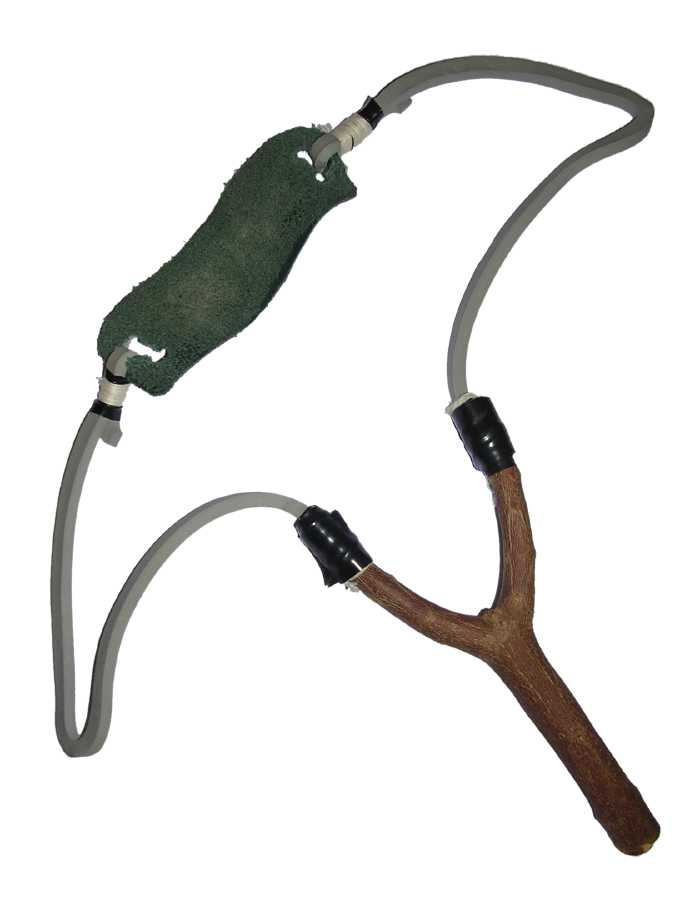
Классическая рогатка

Рога́тка — метательное оружие, в котором ускоряемое тело (снаряд) приобретает кинетическую энергию за счёт потенциальной энергии, запасённой в растянутой резине. Применяют для развлечения, охоты, метания различных предметов и иногда как оружие. Экземпляры рогаток, специально сконструированные на повышенную мощность и использующие снаряд оптимальной формы и плотности, например, стальной шар, могут служить опасным оружием и наносить серьёзные ранения, вплоть до смерти.

## Происхождение слова
Происхождение русского слова «рогатка» — от парных рогов, так как в конструкции рогатки имеются хорошо заметные рожки. Ошибочно считать, что рогатка имеет отношение к рогатине — холодному оружию, применявшемуся на Руси.

## Основные достоинства

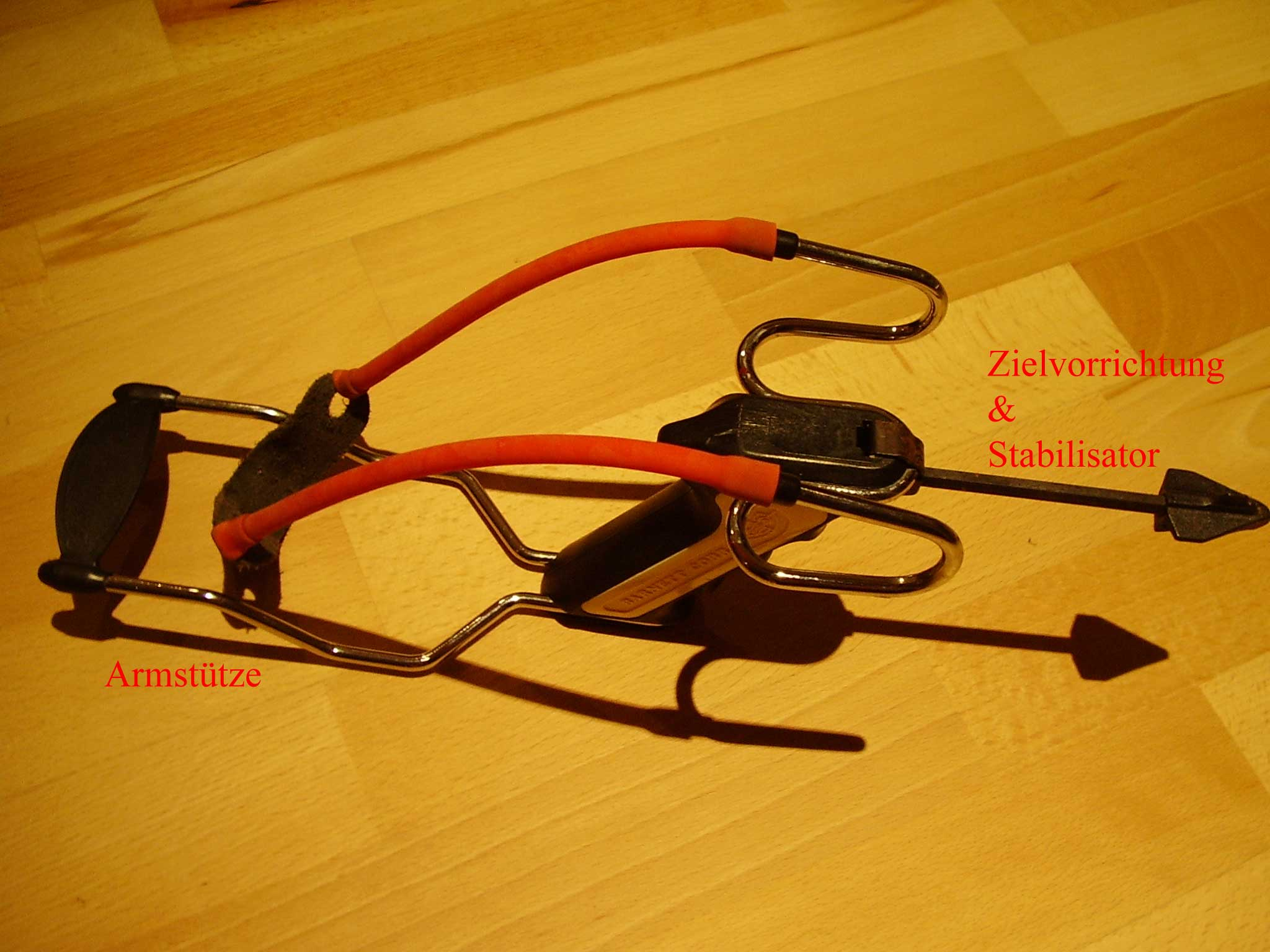
Современная мощная рогатка промышленного изготовления (обратите внимание на противовес, мушку с целиком и локтевой упор)

К основным достоинствам рогатки как метательного оружия относят:
- Довольно высокая скорость вылета снаряда — от 60 до 120 м/с (больше, чем у пращи)
- Простота изготовления, дешевизна
- Компактность
- Практическая бесшумность (лишь лёгкий хлопок резины), что очень важно при охоте
- Доступность и универсальность снарядов: камни округлой формы, гайки
- Не требует источников энергии (аккумуляторов, пороха)
- Резина легко ремонтируется или заменяется
- Более высокая скорострельность (в сравнении с пращой)

## Конструкция рогатки

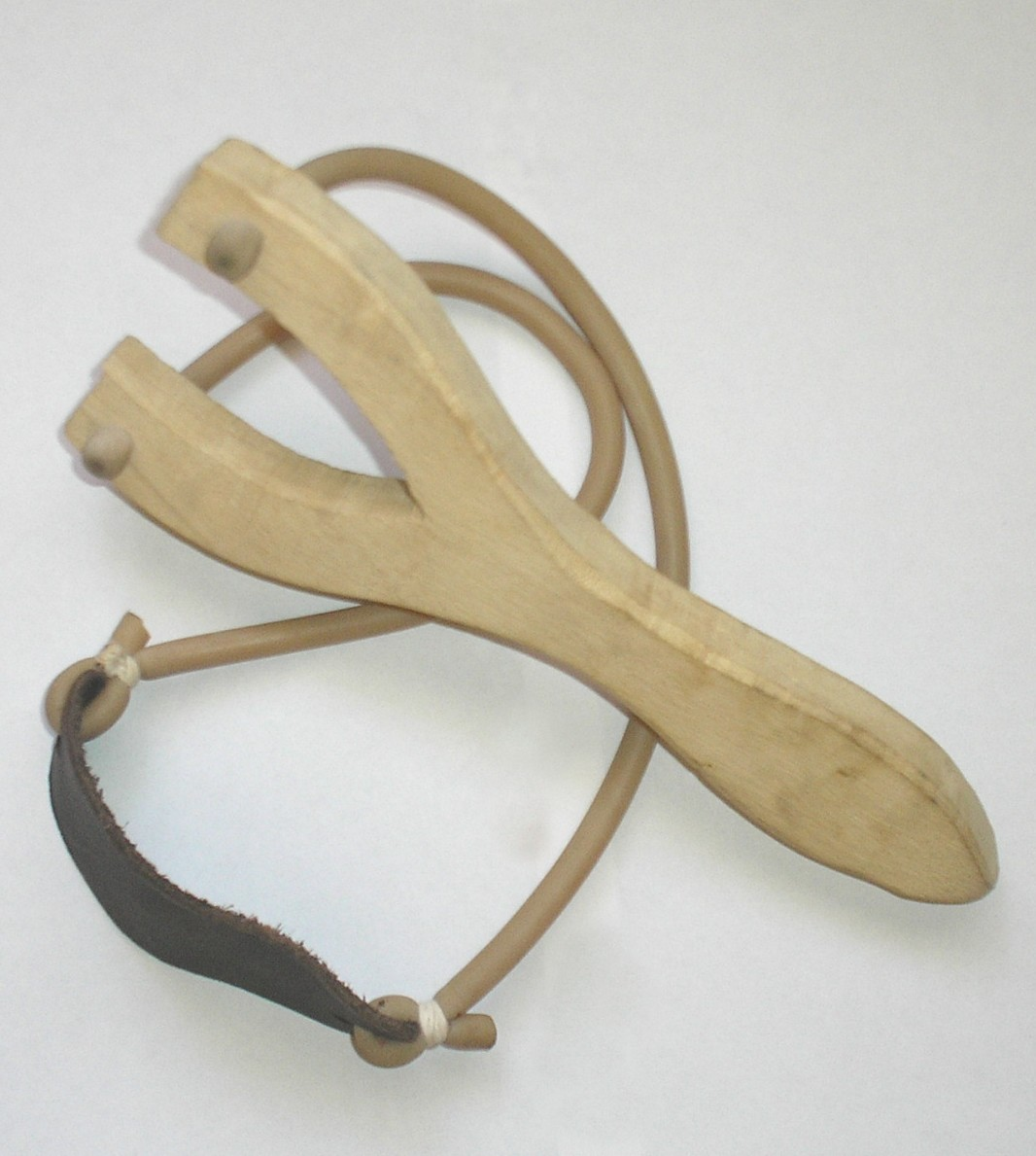
Мексиканская рогатка

Рогатка — простое по своему технологическому устройству оружие, тем не менее, состоит из нескольких узлов:
- Собственно, рогатка (рогачок) — служит для крепления резины, удержания рогатки при выстреле
- Метательный жгут (резина, тетива, тяги) — служит для накопления потенциальной энергии при растяжении (натягивании)
- Кожеток (коженка, седло, пята) — служит для захвата, удержания снаряда перед и во время выстрела. При использовании в качестве снарядов металлических скоб может отсутствовать.

Конструкторы самодельных традиционных рогаток для изготовления рогатки предпочитают натуральное дерево (бузина, орех, черешня, сирень и другие крепкие породы). Для изготовления рогатки выбирают молодую живую ветку дерева. После спиливания заготовку рогатки тщательно очищают от коры и камбия, сушат в течение недели, завернув в тряпку или в микроволновке за 5 минут. Полученную рогатку выравнивают рашпилем (если требуется), шлифуют наждачной бумагой, и приводят к нормальному размеру, критериями которого являются достаточная толщина для захвата рукой, расстояние между рожками около 4-5 см, равная высота вершин рожек
Но выбор материала для этого оружия не ограничивается деревянными развилками. Конструкция и материалы для рогаток — это бескрайний простор для творчества. Существуют рогатки из стального прутка, из фрезерованного алюминия, миниатюрные карманные рогатки, гнутые из проволоки, выпиленные из пластика, созданные методом папье-маше, выточенные из оленьего рога и рога крупного рогатого скота. Форма и конструкция тоже удел изобретательности создателя. Например, для увеличения скорости снаряда рога устройства укрепляют на выносе длиной до 70-80 см, чем увеличивают растяжение резины. Или, например, при использовании трубчатой резины крепление на рогах осуществляют посадкой этой трубки на цилиндрические наконечники, сориентированные в направлении натяжения. Проектируют рогатки, в конструкции которых применяют полиспастные ускорители, в которых энергия накапливается в витой или газовой пружине, а усилие предаётся через блочный умножитель. Такие устройства по сложности приближаются к современным блочным лукам, сообщают заряду энергию, сопоставимую с энергией арбалета, но сохраняют саму суть рогатки: интуитивную стрельбу. Для сохранения компактности устройства используют конструктивные решения, позволяющие складывать рогатку до минимальных размеров.
Современные модели охотничих и спортивных рогаток нередко имеют удобную «пистолетную» рукоять, упор для руки, балансир, противовесы для стабилизации, прицел или планку для крепления лазерного целеуказателя. Наличие стабилизаторов практически исключают фактор «доброса» снаряда опорной рукой, чем делают выстрел очень точным. Наличие стабилизаторов и противовеса увеличивает габариты рогатки, поэтому охотникам требуется привыкание.
И всё-таки главное в рогатке — это аккумулятор энергии — тяги или жгуты из упругого материала. Важно, чтобы этот материал обладал достаточной способностью максимально быстро восстанавливать изначальные линейные размеры.
В течение многих лет популярным материалом для изготовления жгутов рогаток был резиновый медицинский бинт серовато-жёлтого цвета из высококачественного полиизопрена — бинт Мартенса, который до недавнего прошлого можно было купить в аптеках. В качестве жгута лёгкой рогатки использовали полоску шириной 1.5-3 см и длиной около 23-25 см, вырезанную из этого бинта. При конструировании рогатки для метания более тяжёлых снарядов в качестве жгута использовали 2 таких полоски (в 2 слоя). Крепление жгута производили не ниткой, так как последняя режет жгут, а тонкими резиновыми полосками (шириной 3-5 мм), так называемыми «шлейками». Задние концы жгута крепили в кожетке, который представляет собой кусочек выдубленной кожи, имеющий 2 отверстия для крепления жгута. Пригодна кожа из старого ремня. Кожеток обычно имеет следующие размеры: длина ~7 см, ширина ~25-30 мм, толщина ~2 мм, большую толщину кожи не рекомендуют, так как менее эластична.
На сегодня самым удачным материалом является натуральный латекс (листовой или трубчатый). Тяги из такого материала, сформированные «методом обливания», при котором молекулы располагаются вдоль направления натяжения, служат довольно долго и имеют самые высокие показатели по скорости сокращения. Практика показывает, что ширина тяг в самых быстрых рогатках должна быть не одинаковой по их длине. Лучшие производители резины для спортивных и охотничьих рогаток делают свои трубчатые тяги коническими, сужающимися к кожетку, или клиновидными, если речь идёт о листовом латексе. В России источником доступного латекса являются продаваемые в аптеках катетеры Пеццера (номера от 20 до 28). Это практически готовые тяги для рогатки, к тому же, имеющие коническое сужение. Латекс — материал натуральный, постепенно разрушающийся под воздействием ультрафиолета. Поэтому его нужно хранить в упакованном виде в тёмном, сухом и прохладном месте.
Для достижения навыков стрельбы, достаточных для уверенной охоты, требуются регулярные продолжительные тренировки. Как и стрельба из традиционного лука, стрельба из классической рогатки является интуитивной, поэтому наличие прицельных приспособлений в её конструкции носят, в основном, декоративный характер. Исключение составляют рогатки, конструкции которых основаны на шарнирных рамках, вращающихся в двух плоскостях и самоориентирующиеся по вектору натяжения. На них укрепляют прицел или даже лазерный целеуказатель. Но прицельный выстрел из такого устройства ограничен узким диапазоном пристрелянной дистанции. Траектория рогаточной пули недостаточно настильна, чтобы отказаться от значительных поправок, основанных на интуиции и опыте стрелка.
Именно поэтому рогатка прошла путь, аналогичный пути лука. Как на основе лука появился арбалет, так на основе рогатки были разработаны шнепперы, имеющие ложу и приклад для удобной стрельбы.

## Снаряды

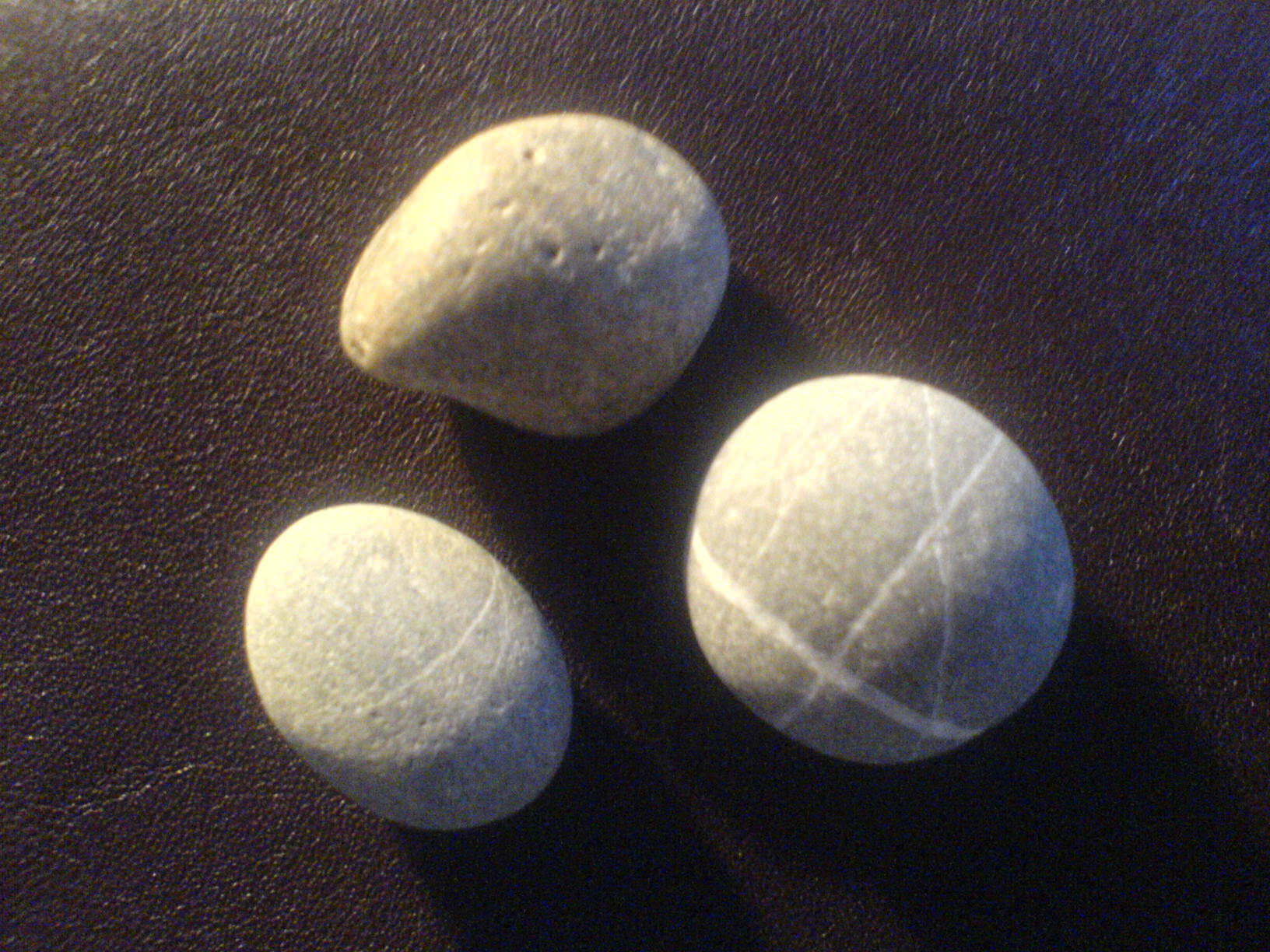
Камни округлой формы — наиболее доступные снаряды для метания из рогатки

Удобство рогатки как стрелкового оружия заключается в том, что снаряды, используемые в ней, вполне доступны и бесплатны, так как подчас представляют собой всего лишь камни, форма и размеры которых выбираются стрелком из личных соображений и конструкции самой рогатки. Для повышения дальности стрельбы, точности и резкого увеличения убойной силы стрелки часто используют металлические снаряды: стальные подшипниковые шары, шары для шаровых мельниц, свинцовую картечь, круглые пули, рубленый свинец, а также стекло, яйца, жеребья — рубленный на 6-9 миллиметровые отрезки свинцовый или стальной пруток диаметром 5-7 мм, скобки — согнутые кусочки толстого провода, гайки. Для стрельбы по насекомым (например осам и шершням) можно использовать песок. В большинстве случаев стрелок отдаёт предпочтение наиболее плотному материалу снаряда и форме, наиболее близкой к сферической. Кроме того, существует тип рогаток, стреляющих стрелами или дротиками.
Мощные рогатки, в которых используются свинцовые шарики массой от 2 до 7 грамм, позволяют забросить их на 350—400 метров со средней скоростью 100—120 м/с и вести прицельное и точное метание на расстояние до 40 метров. Параметры точности всецело зависят от наличия хорошего зрения стрелка, конструкции рогатки, наличия бокового ветра, формы и плотности метаемого снаряда и умения стрелка пользоваться рогаткой. Убойная сила рогатки находится в широких пределах и зависит как от конструкции рогатки и типа применяемого снаряда, так и от физической силы стрелка, и легко регулируется вручную степенью натяжения метательного жгута. В целом энергия, сообщаемая снаряду, невелика и редко превышает 25 джоулей (что, однако, сравнимо с мощными пневматическими винтовками). Этого достаточно для поражения мелкого животного, пробивания тонкой (0,2—0,5 мм) стальной жести, 3—4 мм многослойной фанеры. Крупное животное, например, собака, или человек могут быть серьёзно травмированы, оглушены или даже убиты ударом снаряда, выпущенного из рогатки. Теоретически рогатка может быть сконструирована таким образом, что в её конструкции будет реализована максимальная энергия, обеспечиваемая мускульной силой человека и не уступающая энергии выстрела из лука. Особую роль в этом играет плотность и форма метаемого снаряда, то есть он должен быть металлическим и иметь обтекаемую форму, подобно пуле огнестрельного оружия. В настоящее время выпускаются рогатки, способные развить мощность до 40 Дж за счёт использования плечевого упора и противовеса, также есть самодельные рогатки, способные развивать энергию выстрела 100 Дж (мировой рекорд 272 Дж). Подобные рогатки были запрещены в Германии, так как во время беспорядков они показали достаточную мощность, чтобы пробить полицейский шлем.

## Применение
- Спортивная и развлекательная стрельба.

Детское развлечение (стрельба на меткость по консервным банкам, пустым бутылкам, особенно стеклянным). Пейнтбол с рогатками — для игры в такой пейнтбол не требуется дорогого снаряжения, а расход снарядов в десятки раз меньший. Существуют национальные ассоциации, городские клубы, интернет-клубы, проводятся соревнования по стрельбе из спортивной рогатки
- Природопользование.

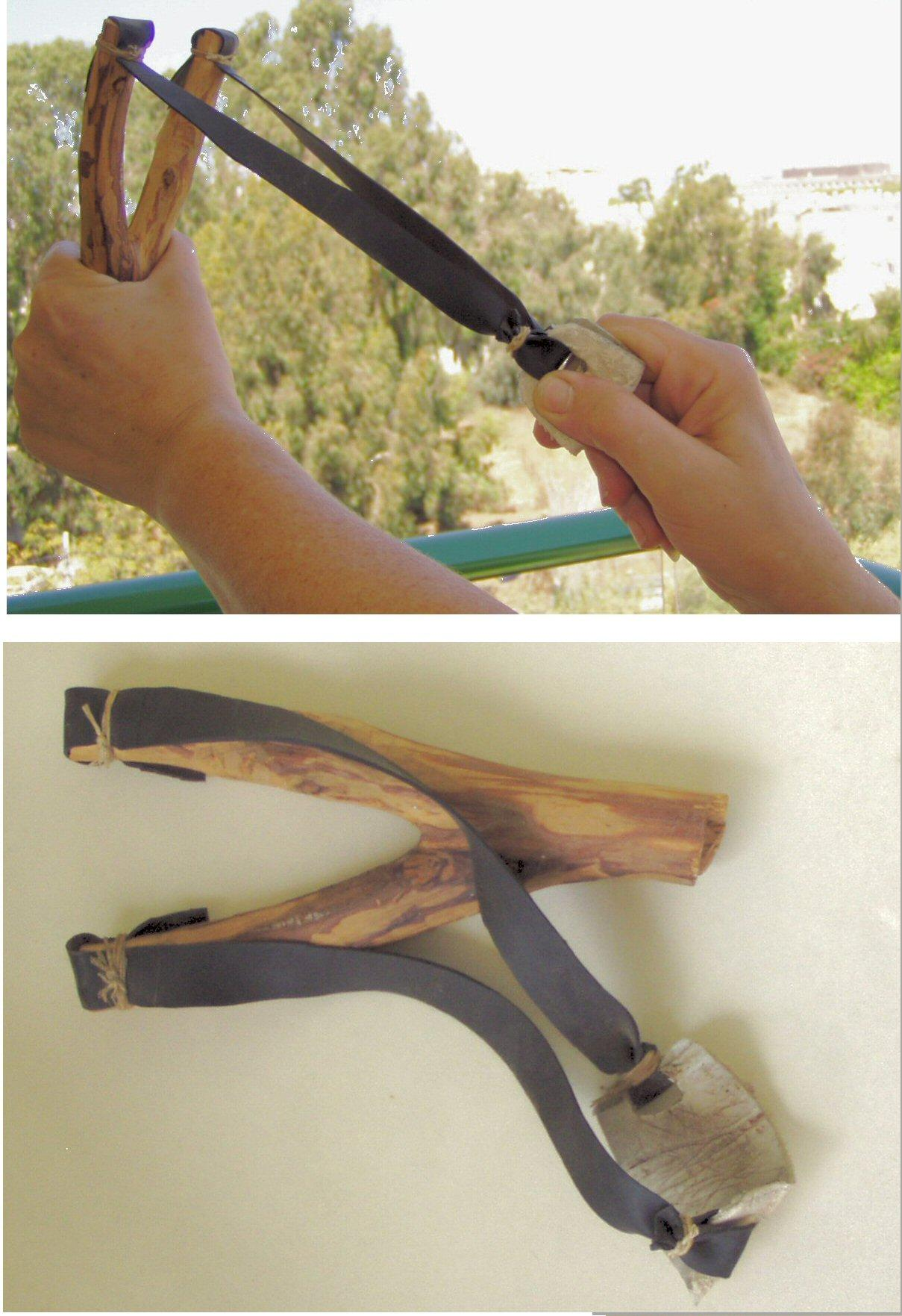

Охота на мелких птиц и животных. Сбивание плодов с дерева. Метание семян древовидных растений (желудей) некоторыми людьми, с целью посадки саженцев древовидных растений в дикой природе. Рогатки используют спортсмены-рыболовы для точной доставки прикормки в место заброса удочки или спиннинга. Серийно выпускаемые различными фирмами охотничьи и спортивные рогатки пользуются значительным спросом у начинающих стрелков и стрелков со стажем, и в качестве примера — фирмы-производители рогаток: TRUMARK, Crosman, Barnett, Saunders Archery, Maksman, Daisy, Megaline и многие другие
- Связь.

Метание почтовых или сигнальных снарядов (письма, киноплёнка)
- Оружие.

Во время первой мировой войны на Западном фронте имели место случаи использования рогаток для метания ручных гранат или доставки сообщений. В конце 1944 года во время стабилизации линии фронта на реке Драва солдат 1-й болгарской армии Пенчо Карамфилов изготовил большую рогатку, которую устанавливали в окопе и натягивали коллективными усилиями нескольких солдат (выпущенными из этой рогатки гранатами забрасывали позиции немцев на расстоянии свыше 300 метров), после окончания войны рогатка стала экспонатом музея 1-й болгарской армии в замке Шиклош.
Известны случаи использования рогаток в ходе массовых беспорядков, их использовали для стрельбы камнями, петардами и взрывпакетами, для метания зажигательных снарядов на малые расстояния.
Известно, что в конце XIX века существовали рогаточные отряды, которые стреляли трещотками, дабы имитировать звуки пулемета — об этом свидетельствует экспонат одного из рижских музеев и снаряд к нему. Рогатку используют для защиты в случаях, когда применение огнестрельного оружия по каким-либо причинам невозможно (пример — использование стрельбы гайками из рогаток российскими моряками при защите от пиратов)
- Преступность.

Рогатки изредка применяют для хищения благородных металлов и камней на закрытых приисках, обогатительных фабриках и аффинажных заводах. Преступники используют рогатки для метания мелких золотых, платиновых слитков и изумрудов, алмазов за охраняемую территорию режимного объекта с целью последующего сбора похищенных ценностей в местах их падения. Так как дальность полёта слитков и драгоценных камней заранее выверяют, то с большой точностью известно, где искать похищенные предметы. Также при совершении хулиганских действий, особенно несовершеннолетними. С помощью рогаток, также, воровали небольшие по габаритам и весу детали с различных машиностроительных заводов в 1990-е годы, такие как шарикоподшипники, для дальнейшей перепродажи.